# Concordia Sagittaria
Concordia Sagittaria är en stad och kommun i storstadsregionen Venedig, innan 2015 provinsen Venedig, som är en del av regionen Veneto i Italien. Staden grundades under romartiden 42 f.Kr. och annekterades av republiken Venedig 1490. Kommunen upptar en yta av 66,5 km² och hhade 10 383 invånare (2018).